# Мултала, Сари
Сари Сусанна Мултала (фин. Sari Susanna Multala; род. 5 июля 1978, Хельсинки) — финский яхтсмен, тренер, политический и государственный деятель. Член партии «Национальная коалиция». Министр по вопросам окружающей среды и климата Финляндии с 24 января 2025 года. В прошлом — министр науки и культуры Финляндии (2023—2025). Депутат эдускунты с 22 апреля 2015 года. Представляла Финляндию на соревнованиях по парусному спорту на летних Олимпийских играх в Сиднее (2000), Афинах (2004) и Лондоне (2012). Трёхкратный чемпион мира в классах «Европа» (2001) и «Лазер-радиал» (2009, 2010).

## Биография
Родилась 5 июля 1978 года в Хельсинки.
Получила степень магистра делового администрирования в Хельсинской школе экономики (ныне Школа бизнеса Университета Аалто). В 2015 году получила квалификацию профессионального тренера в Спортивной гимназии в Куортане.

## Спортивная карьера
В возрасте 8 лет начала тренироваться на 7,3-метровой килевой яхте. Затем перешла в класс «Оптимист». Начала выступать в соревнованиях парусного клуба «Марьяниеми» (Marjaniemen Purjehtijat).
В 1997 году поступила в спортивную дневную Гимназию Мякелянрине в Хельсинки.
Участвовала в летних Олимпийских играх 2000 года в классе «Европа», заняла 5-е место. На летних Олимпийских играх 2004 года в классе «Европа» также заняла 5-е место. На летних Олимпийских играх 2012 года в классе «Лазер-радиал» заняла 7-е место.
На чемпионате мира по парусному спорту в классе «Европа» 2001 года в португальском Виламора завоевала золотую медаль.
На чемпионате мира в классе «Лазер-радиал» 2007 года в португальском Кашкайше завоевала серебряную медаль. На чемпионате мира 2009 года в японском Карацу и 2010 года в шотландском Ларгсе завоевала золотые медали. На чемпионате мира 2012 года в немецком Больтенхагене завоевала бронзу.
В 2012 году завершила спортивную карьеру.
В 2013—2015 годах — тренер Финской федерации парусного спорта, главный тренер сборной Финляндии по парусному спорту.

## Политическая карьера
По результатам муниципальных выборов 2012 года избрана в городской совет Вантаа от партии «Национальная коалиция» (депутат с 2013 года). Переизбрана на выборах 2017 года и избрана председателем совета.
По результатам парламентских выборов 2015 года избрана депутатом эдускунты в округе Уусимаа. В 2015—2016 и 2017—2019 годах — член Комитета по культуре, в 2018—2019 годах — заместитель председателя Комитета по культуре. В 2017—2019 годах — член Комитета по охране окружающей среды. Переизбрана по результатам парламентских выборов 2019 года и парламентских выборов 2023 года. В 2019—2020 годах — член Комитета по охране окружающей среды. В 2019—2021 и 2023 году — член Комитета по культуре. В 2020 году — член Комитета по надзору за деятельностью служб разведки. В 2020—2021 годах — член Комитета сельского и лесного хозяйства. В 2021—2023 годах — член Комитета по бюджету, Комитета по налогам и Комитета образования и науки.
Возглавляла переговоры по теме «Умелая Финляндия» (Osaava Suomi) при формировании коалиции под руководством премьер-министра Петтери Орпо. 20 июня 2023 года назначена министром науки и культуры Финляндии. При перестановках в правительстве 24 января 2025 года назначена министром по вопросам окружающей среды и климата Финляндии. Сменила Кая Мюккянена, избранного мэром Эспоо.
16 июня 2024 года на партийном собрании в Тампере баллотировалась на выборах вице-председателей «Национальной коалиции», но проиграла депутату Каролиине Партанен.

## Личная жизнь
Живёт в Кунинканмяки в Вантаа. Замужем, имеет две дочери.